# Pilgerfahrt nach Padua
Pilgerfahrt nach Padua ist ein deutscher Fernsehfilm aus dem Jahr 2011. Die am 14. Oktober 2011 auf ARD zum ersten Mal ausgestrahlte Filmkomödie wurde von 4,13 Millionen Zuschauer gesehen, was einem Marktanteil von 13,4 Prozent entsprach.
Der Film wurde 2010 von Degeto produziert.

## Handlung
Die Altenpflegerin Gundula Glöckner würde alles für ihre beiden Kinder tun. Ihr 16-jähriger Sohn Michel und ihre 24-jährige Tochter Lena sind ihr ganzer Stolz. Umso trauriger stimmt es sie, dass Lena immer wieder an die falschen Männer gerät. Auf Rat des Pfarrers Gustav Schrotmann soll sie Lena dazu bringen, an einer Pilgerreise nach Padua teilzunehmen. Doch Lena weigert sich, beim Heiligen Antonius für eine bessere Liebe beten zu gehen. Also beschließt Gundula kurzerhand, selbst diese Reise anzutreten, und schließt sich mit ihrem Sohn Michel dem Pfarrer, sechs weiteren Pilgern und dem übel gelaunten Busfahrer Benno Fischer an. Mit Benno kommt sie überhaupt nicht klar. Während all der kleineren und größeren Pannen auf der Reise gerät sie immer wieder in Streit mit ihm. Allerdings merkt sie auch, dass sie allmählich Gefühle für ihn entwickelt.

## Kritiken
„Temperamentvolle, gut gespielte (Fernseh-)Komödie um ein gegensätzliches Paar, das auf Umwegen zueinander findet.“

„Zugegeben: Regisseur Jan Ruzicka […] inszenierte eher eine Schmonzette. Doch gute Darsteller und deren erkennbarer Spaß am Spiel (und am Gesang) sorgen für gute Unterhaltung. Das Drehbuch lieferte Sophia Krapoth […], nach deren Vorlage Ruzicka 2005 schon die Komödie ‚Liebe wie am ersten Tag‘ in Szene gesetzt hatte.“

„Für die harmlose Story sind die Hauptdarsteller die halbe Miete. Freunde von Kirchenliedern kommen voll auf ihre Kosten. Fazit: Gute Darsteller in alberner Geschichte“

„Dass die Geschichte wie geschmiert funktioniert, verdankt sie natürlich den vielen Einfällen der Autorin. Tempo, Schauspielkunst und die zielsichere Inszenierung der Pointen jedoch sind das Verdienst von Regisseur Jan Růžička (zuletzt ‚Der Mauerschütze‘), dem es auch diesmal wieder gelingt, eine vermeintlich vorhersehbare Freitagsgeschichte im ‚Ersten‘ höchst kurzweilig zu inszenieren.“

„Doch der Weg ist bei dieser ‚Pilgerfahrt nach Padua‘ das Ziel. Das viel beschworene ‚Padua-Prinzip‘ ist nicht das Beten vor Ort, sondern das Miteinander-Reden, Zuhören und sich Zeit lassen. So funktioniert auch dieser Film […]. Hier wird nicht Speed gedatet, hier wird im Zweifelsfall ein christliches Liedchen geträllert (auch mal eines zu viel!) und ein Ruhepunkt gesucht. […] Ein sympathischer Unterhaltungsfilm.“